# Karl Schütz
Karl Schütz (ur. 1894, zm. ?) – zbrodniarz nazistowski, członek załogi niemieckiego obozu koncentracyjnego Dachau i SS-Oberscharführer.
Członek NSDAP i SS. W styczniu 1942 rozpoczął służbę w Dachau jako asystent lekarza SS kierującego szpitalem dla więźniów w obozie głównym. Latem 1942 został kierownikiem szpitala w podobozie Allach. W czerwcu 1943, po krótkim pobycie w obozie głównym, przeniesiono go do podobozu Plansee, gdzie był sanitariuszem do 29 kwietnia 1945. Do jego obowiązków należało leczenie więźniów, dostarczanie im lekarstw oraz dokonywanie selekcji niezdolnych do pracy więźniów, których następnie przewożono do innych obozów koncentracyjnych i tam mordowano.
W procesie członków załogi Dachau (US vs. Josef Ernst i inni), który miał miejsce w dniach 10–11 marca 1947 przed amerykańskim Trybunałem Wojskowym w Dachau Schütz skazany został na 10 lat pozbawienia wolności. Jak ustalił trybunał, oskarżony wielokrotnie sporządzał listy chorych więźniów przeznaczonych do eksterminacji, mimo że miał możliwości ich leczenia w szpitalu obozowym. Oprócz tego zdarzało mu się bić więźniów, przykładowo 3 marca 1942, gdy uczestniczył w skatowaniu 16 Polaków, Rosjan i Czechów w łaźni w obozie głównym. Brał również udział w przynajmniej jednej egzekucji przez rozstrzelanie, co miało miejsce w styczniu 1942.